# Dusnoki József
Dusnoki József (1953 – ) történész, levéltáros, egy ideig a Károli Gáspár Református Egyetem oktatója.

## Élete
A debreceni Kossuth Lajos Tudományegyetem folytatott történelmi és német nyelvi tanulmányokat, és 1977-ben szerezte meg felsőfokú végzettségét. 2007-ben kaptam meg a Harruckern-családdal foglalkozó kutatásáért a Phd doktori fokozatot. Dolgozott a Békés Megyei Levéltárban, a gyulai Erkel Ferenc Gimnáziumban, majd hosszabb ideig a budapesti Károli Gáspár Református Egyetemen tanított kora újkori egyetemes történetet.

## Művei

### Önálló műve
- Nyitott múlt. Tanulmányok, történetek Gyuláról, Békés vármegyéről és a fordított világról. (12 tanulmány) BML. Gyula, 2000. p. 392. /Gyulai Füzetek 12./ A tanulmányok közül itt jelent meg először: Hol volt „Julamonustra” és Vata földvára? A középkori Gyula kezdetei (pp. 15–70.); Gyula mezőváros topográfiájának kérdései (pp. 70–92.); Albrecht Dürer származásáról Haan Lajos könyvének ürügyén (pp. 92–122.) A gyulai vár 1566. évi ostromának időrendje (pp. 126–138.); A fordított világ mentális sémája és Antonius atya fordított világa (256–309.) A honvédtisztek gyulai fegyverletétele a források tükrében (pp. 309–329.)

### Szerkesztett művek
- „Szülőföldemnek örök időkre visszavonhatatlanul.” Források a gyulai könyvtár alapításáról. BMK. Békéscsaba, 1986. p. 27.
- Implom József összegyűjtött kisebb írásai és életművének bibliográfiája. Összeáll. és a kísérő tanulmány. BML. Gyula, 1991. p. 178. /Gyulai Füzetek 2./
- A hétköznapok historikuma (tanulmányok és források). BML. Gyula, 1997. p. 260. (Co-editor  Erdész Ádám)

### Könyvfejezetek
- A gyulai vár. In: Végvár a Körösök mellett. Ed. Bencsik János. Gyula, 1983. 5–32. /A gyulai Erkel F. Múzeum kiadványai 73–74./
- Egy XVIII. századi arisztokrata család mulattatója. Antonius atya históriái. In: Békés megye és környéke XVIII. századi történetéből. Ed. Erdmann Gyula. BML. Gyula, 1989. 179–279. /Közlemények Békés megye és környéke történetéből 3./
- Európaiság és honismeret. Markovicz Mátyás, Tessedik Sámuel és Skolka András Békés vármegyéről. In: Körösök Vidéke. Ed. Erdmann Gyula. BML. Gyula, 1989. 25–38.
- Haan Lajos, az első megyetörténet írója. In: Körösök Vidéke. Szerk. Erdmann Gyula. BML. Gyula, 1991. 86–93.
- A Notitia keletkezéséről és Békés vármegye felfedezése. In: Bél Mátyás: Békés vármegye leírása. Ed. Krupa András. BML. Gyula, 1993. 43–55. és 79–107. /Forráskiadványok a Békés Megyei Levéltárból 18./
- Békés megye képes krónikája. Eds. Erdmann Gyula–Havassy Péter. Typografika. Békéscsaba, 2001. p. 407. Társszerzőként részvétel négy rész (pp. 63–182.) összeállításában és megírásában.
- Gyula város és a Dürer család – Die Stadt Gyula und die Familie Dürer. In: A nyitott ajtók és Dürer und die offenen Türen. Ed. Erdész Ádám. Typografika. Gyula, 2008. 43–63.
- Békés megye képes krónikája. Szerk. Erdmann Gyula–Havassy Péter. 2. jav. és bőv. kiadás. Typografika. Gyula, 2009. pp. 416. Társszerzőként közreműködés négy rész (pp. 63–182.) összeállításában és megírásában.

### Műfordítások
- 200 éves lexikoncikk Békés megyéről az 1780-as évekből. In: Körösök Vidéke. Ed. Erdmann Gyula. BML. Gyula, 1988. 14–20.
- Antonius Hueber: Iratok, vagyis különféle mulatságos történetek évek szerint. Németből ford. és jegyz. In: A hétköznapok historikuma (tanulmányok és források). Eds. Dusnoki-Draskovich József–Erdész Ádám. BML. Gyula, 1997. 162–184.
- Skolka András: Adalékok Békés vármegye geográfiájához és természetrajzához. 2. Füzes Gyarmath. Németből ford. és jegyz. In: A hétköznapok historikuma (tanulmányok és források). Szerk.: Dusnoki-Draskovich József–Erdész Ádám. BML. Gyula, 1997. 198–211.